# Barrios de Colina
Barrios de Colina è un comune spagnolo di 74 abitanti situato nella comunità autonoma di Castiglia e León.